# Challenger de Tallahassee

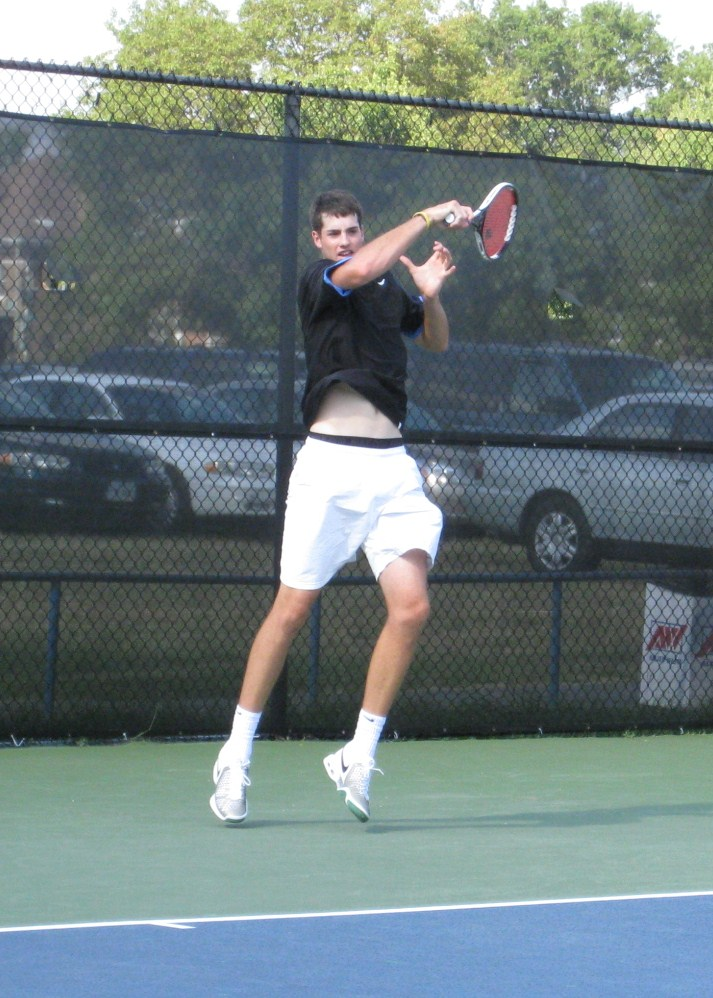
El estadounidense John Isner ganó la edición de individuales en el año 2009

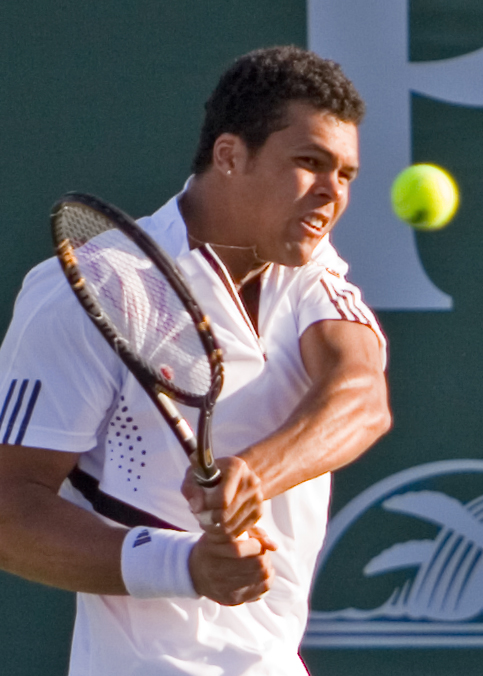
El francés Jo-Wilfried Tsonga ganador de la edición 2007 en individuales al derrotar en la final a Rik de Voest

El Tallahassee Tennis Challenger es un torneo profesional de tenis. Pertenece al ATP Challenger Tour. Se juega desde el año 2000 sobre pistas duras, en Tallahassee, Estados Unidos.

## Palmarés

### Individuales
| Año  | Campeón            | Finalista           | Resultado             |
| ---- | ------------------ | ------------------- | --------------------- |
| 2025 | Chris Rodesch      | Emilio Nava         | 4–6, 6–3, 6–4         |
| 2024 | Zizou Bergs        | Mitchell Krueger    | 6–4, 7–6(9)           |
| 2023 | Zizou Bergs        | Tung-lin Wu         | 7–5, 6–2              |
| 2022 | Tung-lin Wu        | Michael Mmoh        | 6–3, 6–4              |
| 2021 | Jenson Brooksby    | Bjorn Fratangelo    | 6–3, 4–6, 6–3         |
| 2020 | No Celebrado       | No Celebrado        | No Celebrado          |
| 2019 | Emilio Gómez       | Tommy Paul          | 6–2, 6–2              |
| 2018 | Noah Rubin         | Marc Polmans        | 6–2, 3–6, 6–4         |
| 2017 | Blaž Rola          | Ramkumar Ramanathan | 6–2, 6–7(6), 7–5      |
| 2016 | Quentin Halys      | Frances Tiafoe      | 6–7(6), 6–4, 6–2      |
| 2015 | Facundo Argüello   | Frances Tiafoe      | 2–6, 7–6(5), 6–4      |
| 2014 | Robby Ginepri      | Frank Dancevic      | 6–3, 6–4              |
| 2013 | Denis Kudla        | Cedrik-Marcel Stebe | 6–3, 6–3              |
| 2012 | Tim Smyczek        | Frank Dancevic      | 7–5, ret.             |
| 2011 | Donald Young       | Wayne Odesnik       | 6–4, 3–6, 6–3         |
| 2010 | Brian Dabul        | Robby Ginepri       | 4–6, 4–0, ret.        |
| 2009 | John Isner         | Donald Young        | 7–5, 6–4              |
| 2008 | Bobby Reynolds     | Robert Kendrick     | 5–7, 6–4, 6–3         |
| 2007 | Jo-Wilfried Tsonga | Rik de Voest        | 6–1, 6–4              |
| 2006 | Mardy Fish         | Zack Fleishman      | 7–5, 7–6(6)           |
| 2005 | Brian Vahaly       | Justin Gimelstob    | 6–4, 6–0              |
| 2004 | Cecil Mamiit       | Björn Rehnquist     | 6–4, 4–6, 7–5         |
| 2003 | Paul Goldstein     | Alex Kim            | 2–6, 6–2, 4–0 retired |
| 2002 | Brian Vahaly       | Justin Gimelstob    | 7–6(5), 6–4           |
| 2001 | Ramón Delgado      | Justin Gimelstob    | 7–5, 6–3              |
| 2000 | Jeff Salzenstein   | Kevin Kim           | 6–3, 6–2              |

### Dobles
| Año  | Campeones                             | Finalistas                                | Resultado                             |
| ---- | ------------------------------------- | ----------------------------------------- | ------------------------------------- |
| 2025 | Liam Draxl Cleeve Harper              | James Cerretani George Goldhoff           | 6–2, 6–3                              |
| 2024 | Simon Freund Johannes Ingildsen       | William Blumberg Luis David Martínez      | 7–5, 7–6(4)                           |
| 2023 | Federico Agustín Gómez Nicolás Kicker | William Blumberg Luis David Martínez      | 7–6(2), 4–6, [13–11]                  |
| 2022 | Gijs Brouwer Christian Harrison       | Diego Hidalgo Cristian Rodríguez          | 4–6, 7–5, [10–6]                      |
| 2021 | Orlando Luz Rafael Matos              | Sekou Bangoura Donald Young               | 7–6(2), 6–2                           |
| 2020 | No Celebrado                          | No Celebrado                              | No Celebrado                          |
| 2019 | Roberto Maytín Fernando Romboli       | Thai-Son Kwiatkowski Noah Rubin           | 6–2, 4–6, [10–7]                      |
| 2018 | Robert Galloway Denis Kudla           | Enrique López Pérez Jeevan Nedunchezhiyan | 6–3, 6–1                              |
| 2017 | Scott Lipsky Leander Paes             | Máximo González Leonardo Mayer            | 4–6, 7–6(5), [10–7]                   |
| 2016 | Dennis Novikov Julio Peralta          | Peter Luczak Marc Polmans                 | 3–6, 6–4, [12–10]                     |
| 2015 | Dennis Novikov Julio Peralta          | Somdev Devvarman Sanam Singh              | 6–2, 6–4                              |
| 2014 | Ryan Agar Sebastian Bader             | Bjorn Fratangelo Mitchell Krueger         | 6-4, 7-63                             |
| 2013 | Austin Krajicek Tennys Sandgren       | Greg Jones Peter Polansky                 | 1–6, 6–2, [10–8]                      |
| 2012 | Martin Emmrich Andreas Siljeström     | Artem Sitak Blake Strode                  | 6–2, 7–6(4)                           |
| 2011 | Vasek Pospisil Bobby Reynolds         | Go Soeda James Ward                       | 6–2, 6–4                              |
| 2010 | Stephen Huss Joseph Sirianni          | Robert Kendrick Bobby Reynolds            | 6–2, 6–4                              |
| 2009 | Eric Butorac Scott Lipsky             | Colin Fleming Ken Skupski                 | 6–1, 6–4                              |
| 2008 | Rajeev Ram Bobby Reynolds             | Robert Kendrick Ryan Sweeting             | walkover                              |
| 2007 | Izak van der Merwe Wesley Whitehouse  | John-Paul Fruttero Mirko Pehar            | 6–3, 6–4                              |
| 2006 | Rik de Voest Glenn Weiner             | Tripp Phillips Bobby Reynolds             | 3–6, 6–3, 10–0                        |
| 2005 | Robert Lindstedt Alexander Peya       | Goran Dragicevic Mirko Pehar              | 6–2, 7–5                              |
| 2004 | Matias Boeker Noam Okun               | Mark Hlawaty Brad Weston                  | 6–7(3), 6–3, 6–4                      |
| 2003 | Torneo suspendido en Cuartos de final | Torneo suspendido en Cuartos de final     | Torneo suspendido en Cuartos de final |
| 2002 | Levar Harper-Griffith Jeff Williams   | Huntley Montgomery Brian Vahaly           | 6–3, 4–6, 6–4                         |
| 2001 | Matthew Breen Lee Pearson             | Brandon Hawk Robert Kendrick              | 6–4, 6–2                              |
| 2000 | Mark Knowles Mark Merklein            | Kelly Gullett Brandon Hawk                | 7–6(3), 6–2                           |